# Amselfeld

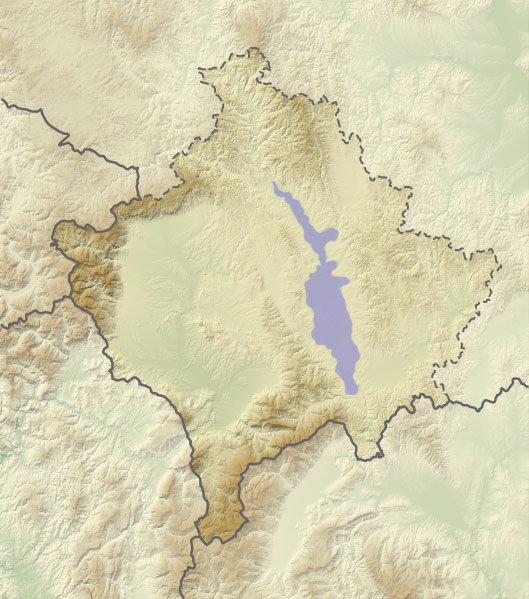
Das Tal des Amselfeldes (blau markiert) innerhalb der Grenzen Kosovos

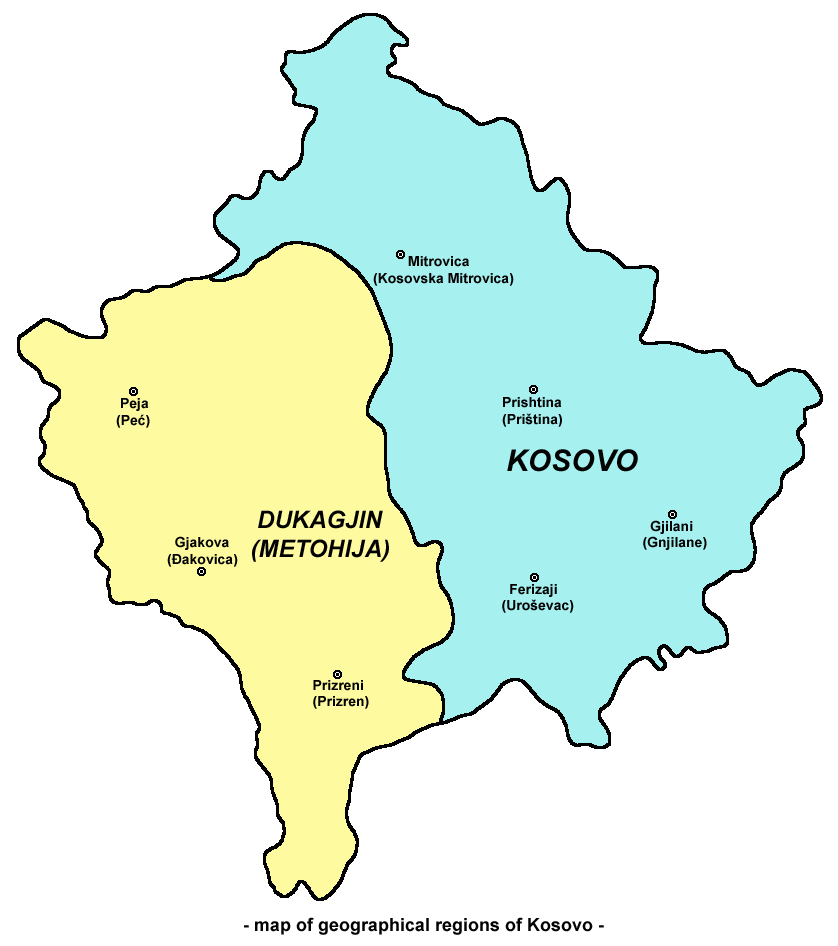
Grobe Gliederung der zwei dominierenden Naturräume Kosovos: Rechts Kosovo mit dem Amselfeld und nebengeordneten Landschaften; links die Großebene Rrafshi i Dukagjinit bzw. Metochien mit nebengeordneten Landschaften

Karte des (Gesamt-)Kosovos

Das Amselfeld (albanisch Fusha e Kosovës, serbisch Косово поље Kosovo polje) ist die namensgebende Landschaft des Kosovos.

## Geographie
Das Amselfeld ist ein nordwest-südost liegendes, 84 km langes tektonisches Becken von 500 bis 600 m Höhe über dem Meeresspiegel, das von Gebirgen der Südost-Dinariden eingerahmt wird.
Das Gebiet nimmt mit einer Fläche von 7547 km² und einer Bevölkerung von 1,16 Millionen Einwohnern (Stand 2002) knapp 70 Prozent der Fläche und 60 Prozent der Bevölkerung des Gesamt-Kosovos ein.
Geologisch dominieren jungquartäre Sedimente. Bedeutung haben jungtertiäre Braunkohlevorkommen, die in Form von Lignit durch ihren schlechten Heizwert jedoch nur von geringerem wirtschaftlichen Wert sind. Auf tertiärer vulkanischer Aktivität beruhen zahlreiche erzführende Schichten, die historisch in den Silber- und Goldminen von Novo Brdo abgebaut wurden und rezent in Trepča in Blei-Zink-Erzgängen gefördert werden. Inaktive Vulkane finden sich im Norden des Amselfeldes bei Zvečan.
Das Amselfeld bildet einen hydrographischen Knoten, in dem eine europäische Hauptwasserscheide zusammenfällt. Der niedrige Gebirgszug Crnoljeva trennt das Amselfeld im Westen von Metochien. Bei Gornje Nerodimlje auf dem Crnoljeva in 1364 m Höhe über dem Meeresspiegel treffen die Einzugsgebiete der Adria, Ägäis und des Schwarzen Meeres aufeinander. Als hydrographische Besonderheit tritt im Amselfeld die Bifurkation der Nerodimka auf, die über die Sitnica, einen orographisch rechten Nebenfluss des Ibar, ins Schwarze Meer und über den Lepenac, einen orographisch linken Nebenfluss des Vardar, in die Ägäis entwässert. Als nördliche und südliche Grenzpunkte des Amselfeldes gelten die Durchbruchstäler des Ibar bei Mitrovica und des Lepenac bei Kaçanik.
Größte Stadt des Amselfeldes ist Pristina, die Hauptstadt des Kosovos. Die Mehrheit der Bevölkerung des Landes lebt im Amselfeld.
Verkehrsgeographisch verbindet das Amselfeld die pelagonischen Becken mit den Durchbruchstälern Serbiens. Als Hauptverkehrsachse zwischen der Ägäis und dem Inneren des Westbalkans und Serbiens kommt diesem damit eine wichtige regionale Verkehrsposition zu.

## Geschichte
Die Verbindung der Täler von Ibar und Vardar bildet eine alte Verkehrsachse und Handelsroute. Über die Kontrolle der Region gab es mehrfach militärische Auseinandersetzungen, insbesondere im 14./15. Jahrhundert zwischen dem expandierenden Osmanischen Reich und christlichen Herrschern der Region.
Folgende Schlachten werden als Schlacht auf dem Amselfeld bezeichnet:
- Schlacht auf dem Amselfeld (1389), eine Schlacht zwischen serbischen/bosnischen und osmanischen Truppen
- Schlacht auf dem Amselfeld (1402), eine Schlacht zweier serbischer Heere
- Schlacht auf dem Amselfeld (1448), eine Schlacht zwischen einem Kreuzfahrerheer und einem osmanischen Heer
- Schlacht auf dem Amselfeld (1915), eine Schlacht im Rahmen des Ersten Weltkriegs

Slobodan Milošević hielt am 28. Juni 1989 die Amselfeld-Rede.

## Wirtschaft
Die Ebene des Amselfeldes ist das wirtschaftliche Zentrum des Kosovo.

### Bergbau
In der Umgebung der Orte Obiliq und Fushë Kosova wird in größerem Umfang Braunkohle im Tagebau gefördert. Diese wird vorwiegend zur Produktion von elektrischer Energie im Kraftwerk Kosovo A/B in Obiliq genutzt.

### Landwirtschaft
Schwerpunkte der Landwirtschaft im Amselfeld sind Getreideanbau, Milch- und Fleischerzeugung. Der in Westeuropa bekannte Amselfelder Wein wird überwiegend im Hügelland um Rahovec westlich des eigentlichen Amselfeldes angebaut.

## Etymologie
Die Bezeichnung des Kosovos legt einen Zusammenhang zur Amsel nahe. Kosovo geht auf den serbischen Ortsnamen Kosovo polje zurück. Dabei wird dem Wort kos (‚Amsel‘) das Possessivsuffix -ovo hinzugefügt, polje bedeutet ‚Feld‘.
Üblicherweise wird dieser Ortsname auf eine Legende zurückgeführt, nach der sich die auf dem Amselfeld  kämpfenden serbischen Krieger, die im Abwehrkampf gegen die  osmanische Eroberung fielen, in Amseln verwandelt hätten. Nach einer anderen Interpretation kommt der Name von kosit bzw. kositi, dem im Serbischen und Albanischen fast gleich lautenden Verb für ‚mähen‘. Demnach wurde der Heldenmythos später erfunden und die Ortsbezeichnung entsprechend umgedeutet.